# Thinophilus concinnarius
Thinophilus concinnarius är en tvåvingeart som först beskrevs av Thomas Say 1829.  Thinophilus concinnarius ingår i släktet Thinophilus och familjen styltflugor. Inga underarter finns listade i Catalogue of Life.